# 보우타헤돈다

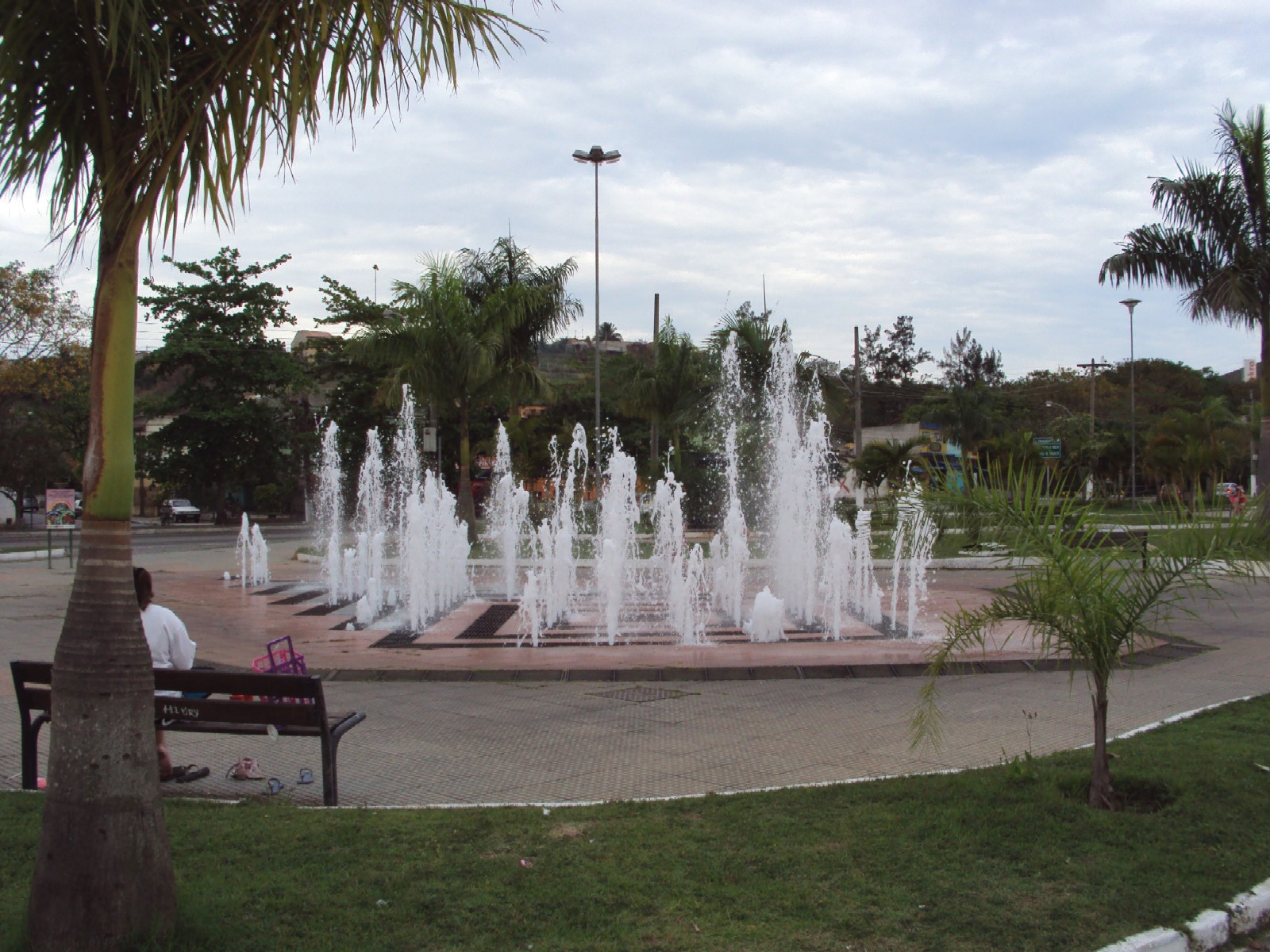
보우타헤돈다

보우타헤돈다의 위치

보우타헤돈다(포르투갈어: Volta Redonda)는 브라질 리우데자네이루주의 도시로 면적은 182.483km2, 높이는 390m, 인구는 257,803명(2010년 기준), 인구 밀도는 1,400명/km2이다. 철강 도시라는 별명을 갖고 있다.